# High Noon
High Noon là một bộ phim miền Tây nước Mỹ năm 1952, đạo diễn Fred Zinnemann, các diễn viên chính Gary Cooper và Grace Kelly. Bộ phim nói về một cảnh sát trưởng chấp nhận đối mặt với một băng cướp để bảo vệ những người khác, những người đã bỏ anh lại một mình. Biên kịch Carl Foreman, dựa trên truyện ngắn "The Tin Star" của John W. Cunningham.
Năm 1989, High Noon được chọn bảo tồn trong Viện lưu trữ phim Quốc gia Mỹ bởi "tính văn hoá, lịch sử, và tín hiệu thẩm mĩ". Bộ phim được Viện phim Mỹ xếp thứ 27 trong số những kiệt tác điện ảnh của mọi thời đại

## Nội dung
Will Kane (Gary Cooper), một cảnh sát trưởng nhiều năm nay ở Hadleyville, hạt New Mexico, vừa kết hôn với một tín đồ phái giáo hữu yêu chuộng hoà bình, Amy (Grace Kelly), quyết định tháo huy hiệu và ra đi để bắt đầu một cuộc sống mới ở một cửa hàng. Ngay sau đó, cả thị trấn xôn xao rằng Frank Miller (Ian MacDonald), một tên tội phạm hung ác mà Kane đã đưa vào tù, đang trở về trên chuyến tàu trưa nay. Miller bị kết án tử hình, nhưng vì một lý do nào đó, hắn được giải thoát. Hắn căm thù Kane và bất cứ ai theo anh nên rắp tâm trở về để đòi món nợ. Người dân thị trấn lo lắng, thúc giục Kane mau bỏ trốn để tránh nạn.
Kane và người vợ mới cưới rời khỏi thị trấn, nhưng lo ngại rằng băng côn đồ sẽ săn đuổi họ, anh quay trở lại. Anh đeo lại huy hiệu cảnh sát trưởng và lùng khắp thị trấn để tìm người trợ lực, nhưng mặc dù rất nhiều người ngưỡng mộ anh, không một ai muốn dính líu vào. Chỉ có người yêu cũ của Kane, Helen Ramírez (Katy Jurado) ủng hộ anh, nhưng lực bất tòng tâm. Chán nản, cô bán cửa hàng và chuẩn bị rời khỏi thị trấn. Tất cả mọi người đua nhau bỏ chạy để khỏi bị thiệt thân. Trong dòng người tất bật ra đi, Will thấy những người từng là bạn của mình và cả người vợ mới cưới của Amy.
Như thường lệ, khi tàu hỏa chạy qua thị trấn sẽ kéo còi hai lần. Khi còi kéo 3 lần tức là có khách xuống tại ga thị trấn. Và cảnh sát trưởng Kane, nặng trĩu tâm trạng, từ từ bước dưới cái nắng chính ngọ, với người bạn đồng hành duy nhất là cái bóng đổ trên con đường cát xoáy lên từng hồi. Cuối cùng, mình Kane đơn độc đối mặt với bốn tên côn đồ. Anh hạ gục hai tên đồng bọn và bị thương ở cánh tay. Helen Ramirez và Amy cùng lên một chuyến tàu nhưng Amy nhảy xuống khi nghe tiếng súng nổ. Cô đã chọn chồng cô, vượt qua cả tôn giáo và đức tin của mình và giết tên cướp thứ ba bằng một phát súng từ phía sau. Miller bắt cô làm con tin và yêu cầu trao đổi. Kane đồng ý và hạ vũ khí. Nhưng Amy cào vào mặt Miller khiến hắn phải buông cô ra. Kane ngay lập tức bắn chết Miller. Sau đó, anh khinh bỉ đặt chiếc huy hiệu cảnh sát trưởng xuống đám bụi, và cùng nhau, đôi vợ chồng đi khỏi thị trấn.

## Diễn viên
- Gary Cooper - vai Cảnh sát trưởng Will Kane
- Grace Kelly - vai Amy (Fowler) Kane
- Katy Jurado - vai Helen Ramirez
- Lloyd Bridges - vai Phó thị trưởng Harvey Pell
- Ian MacDonald - vai Frank Miller
- Thomas Mitchell - vai Thị trưởng Jonas Henderson
- Otto Kruger - vai Thẩm phán Percy Mettrick
- Lon Chaney Jr. - vai Martin Howe (cũng Lon Chaney)
- Harry Morgan - vai Sam Fuller (cũng Henry Morgan)
- Eve McVeagh - vai Mildred Fuller
- Morgan Farley - vai Mục sư Mahin
- Harry Shannon - vai Cooper
- Lee Van Cleef - vai Jack Colby
- Robert J. Wilke - vai Pierce (cũng Robert Wilke)
- Sheb Wooley - vai Ben Miller
- Jack Elam - vai tên say rượu Charlie (chưa chắc chắn)

## Giải thưởng và vinh dự

### Giải Oscar
- Nam chính xuất sắc nhất - Gary Cooper
- Biên tập - Elmo Williams & Harry W. Gerstad[2]
- Nhạc phim hay nhất - Dimitri Tiomkin
- Ca khúc phim - Dimitri Tiomkin & Ned Washington
  - "Do Not Forsake Me, Oh My Darlin", thể hiện bởi Tex Ritter

Đề cử
- Đạo diễn xuất sắc nhất - Fred Zinnemann
- Phim hay nhất - Stanley Kramer & Carl Foreman
- Kịch bản gốc xuất sắc nhất - John W. Cunningham

### Danh sách củaAFI
- 1998 100 phim #33
- 2001 Danh sách 100 phim rùng rợn và ly kỳ của Viện phim Mỹ #20
- 2003 Danh sách 100 anh hùng và kẻ phản diện của Viện phim Mỹ:
  - Will Kane, anh hùng #5
- 2004 Danh sách 100 ca khúc trong phim của Viện phim Mỹ:
  - "Do Not Forsake Me, Oh My Darlin" #25
- 2005 Danh sách 100 năm nhạc phim của Viện phim Mỹ #10
- 2006 Danh sách 100 phim truyền cảm hứng của Viện phim Mỹ #27
- 2007 100 phim (đính chính) #27
- 2008 Danh sách 10 phim hay nhất thuộc 10 thể loại của Viện phim Mỹ #2 Phim miền Tây